# Elisabeth Fraser
Pour les articles homonymes, voir Fraser, Liz Fraser et Elizabeth Fraser.
Elisabeth Fraser est une actrice américaine née le 8 janvier 1920 à Brooklyn, New York (États-Unis), décédée le 5 mai 2005 à Woodland Hills (Los Angeles).

## Filmographie
- 1941 : One Foot in Heaven : Eileen Spence at Age 17
- 1942 : L'Homme qui vint dîner (The man who came to dinner) : June Stanley
- 1942 : Busses Roar : Betty, blonde awaiting Danny
- 1942 : The Hidden Hand : Mary Winfield
- 1942 : Le commando frappe à l'aube (Commandos Strike at Dawn) : Anna Korstad
- 1948 : Ils étaient tous mes fils (All my Sons) : Lydia Lubey
- 1949 : Roseanna McCoy : Bess McCoy
- 1949 : Le Démon du logis (Dear Wife) : Kate Collins
- 1950 : Hills of Oklahoma (it) de R. G. Springsteen : Sharon Forbes
- 1951 : When I Grow Up : Mother Reed (modern)
- 1951 : Une vedette disparaît (Callaway Went Thataway) de Melvin Frank et Norman Panama : Marie
- 1951 : Death of a Salesman : Miss Forsythe
- 1953 : Mon grand (So big) : Julie Hempel
- 1954 : The Steel Cage : Marie
- 1954 : Un amour pas comme les autres (Young at Heart) : Amy Tuttle
- 1955 : The Phil Silvers Show (en) (série télévisée) : Sgt. Joan Hogan (1955-1958)
- 1958 : Le Père malgré lui (The Tunnel of Love) : Alice Pepper
- 1959 : Une fille très avertie (Ask Any Girl) de Charles Walters : Jennie Boyden
- 1959 : Fibber McGee and Molly (en) (série télévisée) : Hazel Norris
- 1962 : Sammy, the Way-Out Seal (TV) : Lovey Sylvester
- 1962 : Deux sur la balançoire (Two for the Seesaw) : Sophie
- 1963 : Mercredi soir, 9 heures... (Who's Been Sleeping in My Bed?) : Dora Ashley
- 1965 : Un coin de ciel bleu (A Patch of Blue) : Sadie
- 1965 : Kilroy (téléfilm) : dob buyer
- 1966 : La blonde défie le FBI (The Glass Bottom Boat) : Nina Bailey
- 1966 : Off We Go (série télévisée) : Josie Ryan
- 1966 : L'Opération diabolique (Seconds) : Plump Blonde
- 1967 : Le Ranch de l'injustice (The Ballad of Josie) : Widow Renfrew
- 1967 : La Route de l'Ouest (The Way West) : Mrs. Fairman
- 1967 : Tony Rome est dangereux (Tony Rome) : Irma
- 1967 : Le Lauréat (The Graduate) : Second Lady
- 1980 : The Scarlett O'Hara War (TV) : Atlanta Lady
- 1980 : Comment se débarrasser de son patron (Nine to Five)